# 중화민국의 국도

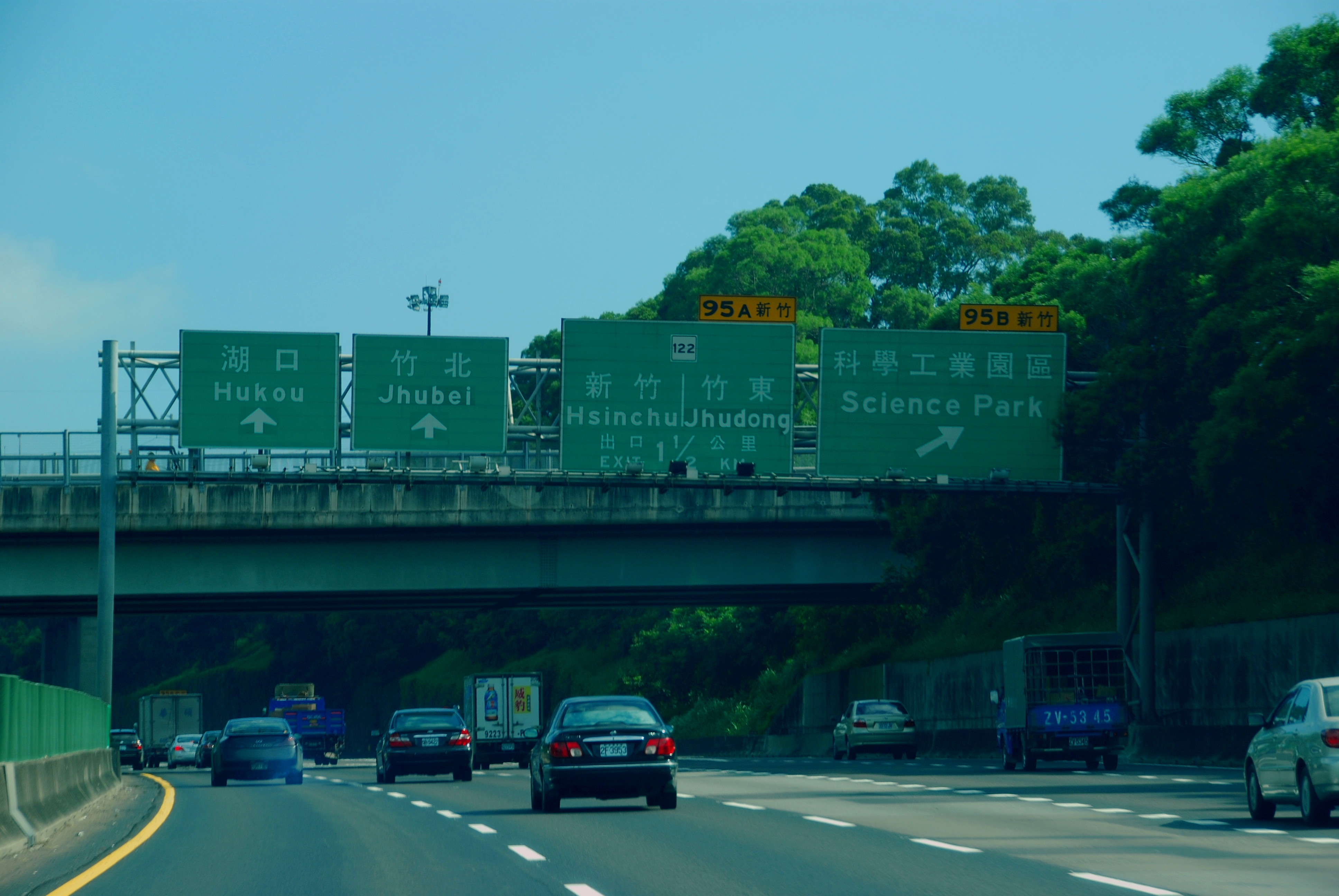
중산 고속공로

타이완의 국도(고속도로) 노선 기호

중화민국의 일반 국도는 중화민국의 국도 노선으로, 사실상 중화민국의 고속도로이자 자동차 전용도로 체계이다. 정식 명칭은 중화민국국도(중국어 정체자: 中華民國國道, 병음: Zhōnghuá Mínguó Guódǎo 중화 민궈 궈다오[*])이다. 중화민국 이외의 국가에서 "일반 국도"는 일반도로 구간과 자동차 전용도로 구간이 나뉘지만, 중화민국에서 국도는 자동차 전용 고속도로이다.
중화민국의 자동차 전용도로 체계에 있어서 국도는 대한민국의 고속국도와 같은 성격(전 구간이 자동차 전용도로이며, 유료도로인 것)이며, 고속공로(高速公路)로 불린다. 고속공로의 요금소는 전 구간이 개방식 구간으로 되어 있으며, 폐쇄식 구간은 존재하지 않는다. 유료고속도로 외애도 무료고속도로도 있는데, 무료고속도로는 고속공로 중에서 특히 중요한 도로(#노선 참조)와 고속공로를 제외한 일반도로(타이완 성도 등) 중에서 자동차 전용도로로 지정된 도로 또는 구간을 말한다. 타이완 성도 중에서 자동차 전용도로로 지정된 구간은 쾌속공로(快速公路)로 불린다. 쾌속공로는 고속공로를 보완하고 있다.

## 역사
1964년 5월 2일, 중화민국 최초의 고속도로로 타이베이시에서 지룽시간의 고속도로가 개통했다.

## 노선
중화민국의 국도는 사실상 유료제이다. 단 공공성의 관점에서 무료이어야 할 도로이거나 기능상 중요한 노선, 소위 국가공원, 동서방향지선, 국도와 성도 연락도로, 과학공업구역, 공항, 항만을 연결하는 고속도로는 무료이다.

### 남북방향
- 1호 : 중산 고속공로（지룽시 - 가오슝시）
- 3호 : 포모사 고속공로（지룽시 - 핑둥 현）
- 5호 : 베이이 고속공로（타이베이시 - 이란 현）
- 5호 : 쑤화 고속공로（이란 현 - 화롄 현) (공사중)
- 7호 : 가오슝 강둥 측연외 고속공로（가오슝 시） (공사중)
- 1호 지선 : 지룽 강둥 안연외 도로（지룽 시） (공사중)
- 1호 지선 : 시우 고가 선(타이베이시 - 신베이시）
- 1호 지선 : 우양 고가 선（신베이 시 - 타오위안시 (공사중)
- 1호 지선 : 타이난 고가 선（타이난시） (공식예비)
- 1호 지선 : 중산고속공로 말단 대형화물차 고가 선（가오슝시）
- 3호 지선 : 지륭 강시 안연외 도로（지륭 시）
- 3호 지선 : 포모사 고속공로 연신 선(핑둥 현 난저우 - 핑둥 현 펑강) (공식예비)
- 4호 지선 : 타이중 환선

### 동서방향
- 1호 지선 : 남부과학공업원구 가오슝 원구 연락도 고가 선(가오슝시)
- 2호 : 타오위안 환선(타오위안시 다위안 향 - 타오위안 현 바더 시)
- 2호 갑 : 다위완 지선(타오위안 현 다위안 향 - 다오위안 현 다위안 향)
- 3호 갑 : 타이베이 연락선(타이베이시 - 신베이시)
- 3호 지선 : 난강연락도(타이베이 시 난강 구 환동대도)
- 4호 : 타이중 환선(타이중시 칭수이 구 - 타이중 시 탄쯔 구)
- 4호 지선 : 타이중 환선 연신 선(타이중 시 펑위안 구 - 타이중 시 둥스 구) (공사중)
- 6호 : 난터우 지선(타이중 시 - 난터우 현)
- 8호 : 타이난 지선(타이난시)
- 8호 지선 : 남부과학공업원구 연락도 고가 선 - 신강사대도(타이난시 신스 구)
- 8호 지선 : 타이난 도회구 북외환 도로(타이난시 신스 구 - 타이난시 신화 구) (공사중)
- 10호 : 가오슝 지선(가오슝 시)
- 10호 지선 : 가오슝 도회구 쾌속도로(가오슝 시 쭤잉 구)

## 같이 보기
- 타이완 성도
- 중화민국의 자동차 전용도로